# بلاكشير إم. بريان
بلاكشير إم. بريان (بالإنجليزية: Blackshear M. Bryan)‏ هو عسكري أمريكي، ولد في 8 فبراير 1900 في الإسكندرية في الولايات المتحدة، وتوفي في 2 مارس 1977 في سيلفر سبرينغ في الولايات المتحدة.